# Defileul Crișului Negru
Defileul Crișului Negru este o arie protejată (arie specială de conservare — SAC, sit de importanță comunitară — SCI) din România, desemnată în scopul protejării biodiversității și menținerii într-o stare de conservare favorabilă a florei spontane și faunei sălbatice, precum și a habitatelor naturale de interes comunitar aflate în arealul zonei de protecție. Aceasta se întinde pe o suprafață de 2.208,4 ha, integral pe uscat.

## Localizare
Centrul sitului Defileul Crișului Negru este situat la coordonatele 46°40′25″N 22°10′10″E / 46.673539°N 22.169575°E. Acesta se întinde pe teritoriile administrative ale comunelor Șoimi (20%) și Uileacu de Beiuș (8%) din județul Bihor.

## Înființare
Arealul Defileul Crișului Negru (ROSCI0061) a fost declarat sit de importanță comunitară în decembrie 2007 pentru a proteja 1 specie de plante și 9 specii de animale. Situl a fost protejat și ca arie specială de conservare în mai 2022. Acesta include rezervațiile naturale Dealul Pacău, Defileul Crișului Negru la Borz.

## Biodiversitate
Situată în ecoregiunile continentală și panonică, aria protejată conține 3 habitate naturale: Păduri pe pante, grohotișuri și ravene de Tilio-Acerion, Păduri de fag dacice (Symphyto-Fagion), Pajiști uscate seminaturale și facies de acoperire cu tufișuri pe substraturi calcaroase (Festuco-Brometalia) (* situri importante pentru orhidee).
La baza desemnării sitului se află mai multe specii protejate:
- plante (1): bujor bănățean (Paeonia officinalis subsp. banatica)
- amfibieni (3): izvoraș-cu-burta-galbenă (Bombina variegata), triton cu creastă (Triturus cristatus), tritonul comun transilvănean (Triturus vulgaris ampelensis)
- nevertebrate (1): melcul cerenat bănățean (Chilostoma banaticum)
- pești (5): moioagă (Barbus petenyi), boarță (Rhodeus amarus), porcușor de nisip (Romanogobio kesslerii), porcușor de vad (Romanogobio uranoscopus), câră (Sabanejewia balcanica)

Pe lângă speciile protejate, pe teritoriul sitului au mai fost identificate 3 specii de amfibieni, 2 specii de pești, 4 specii de reptile.

## Obiectiv turistic aflat în vecinătate
- Biserica de lemn „Sf. Arhangheli Mihail și Gavril” din Șoimi, lăcaș de cult (ridicat în secolul al XVIII-lea) aflat pe lista monumentelor istorice sub codul LMI BH-II-m-B-01209.